# Марта Блум
Марта Блум (30 червня 1913 — 12 грудня 2007) — канадська письменниця, яка народилася в Австро-Угорській імперії.

## Біографія
Донька у заможній єврейській родині Авраама Ґутманна та Сьюзі Гершманн, вона народилася як Марта Ґутманн у Чернівцях, на той момент це була Австрія, і виросла там.
Її батько Авраам Ґутманн володів фармацевтичною компанією та аптекою, що знаходилася в районі театру. Сім'я разом із численними родичами проживала у будинку на нинішній вулиці Університетській, який зберігся досі. Марта любила грати на піаніно, співала, вільно володіла шістьма мовами.
Чернівці увійшли до складу Румунії наприкінці Першої світової війни. Вона вивчала фармацію та хімію в Карловому університеті в Празі, в Інституті Пастера в Парижі та в Університеті Страсбурга у Франції. Вивчала фармакологію та біохімію, працювала в лабораторії батька.
Коли Марті було 18 років, вона познайомилася зі студентом-математиком Річардом Блумом. Закохані одружилися у 1936 році.
Коли Німеччина захопила Чернівці, родина Марти опинилася в гетто. Знання фармацевтики врятувало їм життя. Марта разом із батьком і братом працювали у німецькій лабораторії. Їй вдалося забрати з гетто свого чоловіка, але згодом його схопили на вулиці й відправили в трудовий табір. Марта і Річард зустрілися в Бухаресті, де тривалий час проживали після війни.
У 1951 році разом із чоловіком Річардом Блумом та дочкою Ірен виїхала до Ізраїлю, а пізніше — до Канади. З 1954-го проживали у місті Саскатун провінції Саскачеван. Працювала фармацевтом і викладачем вокалу.. В родині було двоє дітей — донька і син. Річард став професором математики, Ірен — фармацевтом.
У 1999 році, у віці 86 років, вона опублікувала свій перший роман «Горіхове дерево» (англ. The Walnut Tree), заснований на її досвіді під час війни та після неї. Вона отримала Саскачеванську книжкову премію та премію Бренди МакДональд Річес за першу книгу. У 2003 році видала збірку оповідань «Діти з паперу». У 2006 році Блум опублікувала роман «Аптекар», який продовжив історії героїв її першого роману. У листопаді 2006 року Марта здобула ступінь почесного доктора літератури Саскачеванського університету.
Коли Марта померла у 94-літньому віці, в шухлядах залишилися сотні сторінок неопублікованої поезії та прози. Ці роботи тепер зберігаються в архівах Саскачевана, — написала у вступному слові до книги Керол АРКУС, яка була подругою Марти Блум і завідує її маєтком. — Завдяки українському перекладу Чернівці 1921—1943 років, зображені в «Горіховому дереві», повернуться до нинішніх містян. За винятком імен і деяких деталей, цей роман є відбиттям того, що їй довелося пережити.